# Ben Steel
Ben Steel (Melbourne, Australia, 9 de octubre de 1975) es un actor y director australiano, conocido por haber interpretado a Jude Lawson en la serie australiana Home and Away.

## Biografía
Es hijo de Glenys Steel y Ray Steel, tiene dos hermanas mayores Nicole Steel-Simpson y Kara Steel-Joiner.
Estudió actuación en el Palyhouse West en Estados Unidos bajo la tutela de los fundadores Jeff Goldblum y Robert Carnegie.
En el 2001 conoció a la cantante Deni Hines y en el 2002 comenzaron a salir, la pareja se comprometió un año después, la relación terminó poco después en el 2004.

## Carrera
En el 2000 obtuvo su primer papel importante en la televisión cuando se unió al elenco de la exitosa serie australiana Home and Away; donde interpretó a Jude Lawson hasta el 2002 después de que su personaje se fuera de la bahía para estar con Shauna Bradley. Jude es el hermano de Noah (Beau Brady). 
En el 2004 dirigió Shower the People, video musical donde salían la jueza de Australian Idol, la cantante australiana Marcia Hines y la actriz Belinda Emmett.
En el 2009 obtuvo un papel en la película Solomon Kane donde dio vida a Fletcher junto a James Purefoy. La película estaba basada en la novela clásica escrita por Robert E Howard, ambientada en el siglo XVI durante la época puritana.
En el 2012 obtuvo un pequeño papel como el teniente de Luntz en la película Red Tails.

## Filmografía

### Series de televisión
| Año             | Título           | Personaje              | Notas        |
| --------------- | ---------------- | ---------------------- | ------------ |
| 2014 - presente | Winners & Losers | Aden Thomas            | 3 episodios  |
| 2014            | Ninja Panda      | Agente Secreto         | 4 episodios  |
| 2000 - 2002     | Home and Away    | Jude Lawson            | 52 episodios |
| 1999 - 2000     | Water Rats       | Rowan Marsden & Darren | 3 episodios  |
| -               | Breakers         | -                      | tv serie     |

### Películas
| Año  | Título               | Personaje         | Notas                                                    |
| ---- | -------------------- | ----------------- | -------------------------------------------------------- |
| 2012 | Red Tails            | Teniente de Luntz | junto a Gerald McRaney & Cuba Gooding Jr.                |
| 2009 | Solomon Kane         | Fletcher          | junto a James Purefoy                                    |
| 2008 | Four of a Kind       | Michael Keeling   | junto a Leverne McDonnell, Nina Landis & Louise Siversen |
| -    | Unfashionable Tramps | Secuestrador      | -                                                        |
| -    | The Bitten Tongue    | Gánster           | -                                                        |
| -    | Mum's the Word       | -                 | corto - junto a Chris Egan                               |
| -    | Airhead              | -                 | corto - junto a Andrew Hill                              |

### Director, escritor, productor y conductor
| Año         | Serie/Película             | Notas                                                                   |
| ----------- | -------------------------- | ----------------------------------------------------------------------- |
| 2010        | Stars of Tomorrow          | 2 episodios - escritor & presentador 3 episodios - director & productor |
| 2009        | Where the Wild Things Are  | conductor                                                               |
| 2002        | Diagnosis Narcolepsy       | corto - director                                                        |
| 2001        | Moulin Rouge!              | mensajero de producción                                                 |
| 2000        | Bootmen                    | mensajero de producción                                                 |
| 2000        | Red Planet                 | trabajó como electricista                                               |
| 1999        | Two Hands                  | trabajó como electricista                                               |
| 1997 - 1999 | Murder Call                | 2 episodios - electricista                                              |
| 1999        | First Daughter             | mensajero de producción                                                 |
| 1999        | The Matrix                 | trabajó como electricista                                               |
| 1998        | All Saints                 | tercer asistente de director                                            |
| 1998        | Babe: Pig in the City      | trabajó como electricista                                               |
| 1998        | Dark City                  | trabajó como electricista                                               |
| 1997        | Oscar and Lucinda          | trabajó como electricista                                               |
| 1997        | Doing Time for Patsy Cline | trabajó como electricista                                               |
| 1996 - 1997 | Heartbreak High            | 12 episodios - electricista                                             |

### Teatro
| Año  | Obra                            | Personaje          | Director (a) | Teatro                  | Notas                               |
| ---- | ------------------------------- | ------------------ | ------------ | ----------------------- | ----------------------------------- |
| -    | Serial Killers                  | -                  | -            | Darby Playhouse Theatre | -                                   |
| 2005 | The Vegemite Tales              | -                  | -            | -                       | -                                   |
| 2005 | Snow White                      | Príncipe Valentine | -            | -                       | pantomima                           |
| 2004 | Debbie Does Dallas: The Musical | -                  | Peter Ross   | -                       | musical - junto a Sherie Rene Scott |

## Premios y nominaciones
| Año  | Categoría                    | Premio      | Serie         | Resultado |
| ---- | ---------------------------- | ----------- | ------------- | --------- |
| 2001 | Most Popular New Male Talent | Logie Award | Home and Away | Nominado  |